# Migrazione (album)
Migrazione è un album del cantautore italiano Dario Baldan Bembo, pubblicato nel 1977.
Il disco, prodotto da Furio Bozzetti, comprende 8 brani, interamente composti dallo stesso interprete, che ne ha curato anche gli arrangiamenti.

## Tracce

### Lato A
1. Migrazione
2. Viaggio
3. Arrivo
4. Non mi lasciare

### Lato B
1. Lontana eri
2. Città dei pensieri
3. La mia casa
4. Risveglio

## Formazione
- Dario Baldan Bembo – voce, flauto, tastiera
- Gigi Cappellotto – basso
- Tullio De Piscopo – batteria
- Sergio Farina – chitarra
- Nazareno Cicoria – violoncello
- Marlene Kessiko – flauto
- Il Polverone – cori